# Stefan Steinweg
Stefan Steinweg (Dortmund, 24 de febrer de 1969) va ser un ciclista alemany especialista en pista. Va obtenir una medalla d'or als Jocs Olímpics de Barcelona, i dos primers llocs al Campionat del món de persecució per equips i al de Campionats del món de Madison.

## Palmarès en pista
- 1986
  -  Campió del món júnior en Puntuació
- 1989
  -  Campió d'Alemanya en Madison (amb Erik Weispfennig)
- 1991
  -  Campió del món de Persecució per equips (amb Michael Glöckner, Jens Lehmann i Andreas Walzer)
- 1992
  -  Medalla d'or als Jocs Olímpics de Barcelona en Persecució per equips (amb Guido Fulst, Jens Lehmann, Andreas Walzer i Michael Glöckner)
  -  Campió d'Alemanya en Persecució per equips (amb Michael Bock, Jan Norden i Guido Fulst)
- 1993
  -  Campió d'Alemanya en Persecució per equips (amb Lars Teutenberg, Erik Weispfennig i Guido Fulst)
- 1998
  -  Campió d'Alemanya en Madison (amb Erik Weispfennig)
- 2000
  -  Campió del món de Madison (amb Erik Weispfennig)

### Resultats a laCopa del Món
- 1997
  - 1r a Atenes, en Persecució
- 1998
  - 1r a Victòria, en Persecució
- 1999
  - 1r a Cali, en Persecució
- 2000
  - 1r a Ciutat de Mèxic, en Persecució
- 2001
  - 1r a Cali, en Persecució
  - 1r a Cali, en Madison

## Palmarès en ruta
- 1992
  - 1r a la Volta a Turquia